# Manas (Epos)

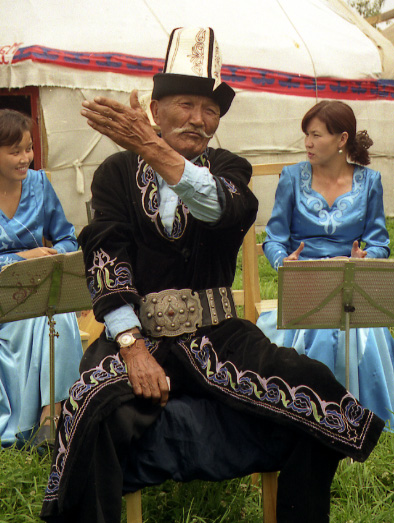
Kirgisischer Manastschi

Das Manas-Epos (kirgisisch Манас дастаны) handelt von dem Kampf des mythischen kirgisischen Volkshelden Manas und seiner Gefährten und Nachkommen im 9. Jahrhundert gegen die Uiguren und ist das wichtigste Werk der klassischen kirgisischen Literatur sowie eines der bedeutendsten Werke der Turkvölker.
Das Werk umfasst fast 500.000 Verse und ist damit zwanzig Mal so lang wie Homers Odyssee und Ilias zusammen. Über viele Generationen nur mündlich von Akynen, hoch angesehenen, den türkischen Aşıklar ähnlichen Volkssängern, in melodischem Redegesang überliefert, wurde das Epos in Deutschland erstmals von Wilhelm Radloff, der Versionen verschiedener Sänger aufgezeichnet hatte, 1885 bekannt gemacht und später von Manastschi Sagymbai Orozbakow (1867–1930) schriftlich niedergelegt. Rezitiert werden jedes Mal einige 10.000 Verse.

## Ursprung und Entwicklung des Werks
Über die Ursprünge des Epos gibt es verschiedene Ansichten: Manche Literaturforscher gehen vom 6. bis 10. Jahrhundert (die Zeit der Entstehung der Khanate und der zentralasiatischen Militärdemokratien) aus, andere vom 11. und 12. (die Zeit der Karachaniden) und wieder andere erst vom 15. bis 18. Jahrhundert. Für eine frühe Entstehungszeit spricht die Beschreibung einiger archaischer Rituale. Ansonsten unterscheidet sich die Vorstellungswelt des Epos nicht sehr weit von der der Ilias oder Odyssee. Wiktor Maximowitsch Schirmunski führt seine ursprüngliche Entstehung auf die schriftlose Zeit der nomadischen Gesellschaft zurück; doch seien in der Folge auch alle späteren wichtigen Ereignisse der kirgisischen Geschichte behandelt worden.
In der russischen und insbesondere in der sowjetischen Zeit der Herrschaft über Kirgisien gab es verschiedene Versuche sowohl von kirgisischer als auch von sowjetischer Seite, das Epos den jeweiligen politischen Verhältnissen anzupassen: So bedient sich zeitweise der Held der Unterstützung des „Weißen Zaren“ in Moskau, um die Uiguren zu besiegen. Der Kampf um die Unabhängigkeit der Kirgisen wurde demgegenüber heruntergespielt. Nach 1949 wurde Manas’ Kampf gegen die Chinesen verschwiegen. Auch wurde das Epos kritisiert, weil es reaktionäre und patriarchalische Ideen enthalte. Nach 1991 wurde das Epos wieder zum nationalen Symbol.
Heute existieren mindestens 65 verschiedene gedruckte Versionen des Werks oder von Teilen davon. Eine neue Übersetzung des Gesamtwerks ins Englische durch Walter May wurde 1995 zum mutmaßlich tausendsten Jubiläum der Geburt von Manas veröffentlicht und 2004 in zwei Bänden neu gedruckt.
Teile des Epos werden heute bei festlichen Gelegenheiten gern und häufig von Akynen und Manastschis rezitiert, normalerweise begleitet von einer oder mehreren Komus, einer gezupften dreisaitigen Langhalslaute, die von den Musikern ausgesprochen virtuos gehandhabt wird.
Im Jahr 2009 wurde das Manas-Epos der ethnischen Minderheit der Kirgisen in China in die UNESCO-Liste des immateriellen Kulturerbes der Menschheit aufgenommen. Der Kirgise Jusufu Mamayi (Jüsüp Mamai), bisweilen als „lebender Homer“ betitelt, fasste erst im 20. Jahrhundert verschiedene Teile des Epos (Manas, Semetey und Seytek) zu einem einzigen Werk zusammen, das immer noch keinen Abschluss gefunden hat. Zusammen mit Semetey und Seytek wurde Manas als „Kirgisische Epos-Trilogie“ nochmals 2013 für Kirgistan als immaterielles Kulturerbe der Menschheit anerkannt. Beide Länder interpretieren einzelne Abschnitte des Epos aus ihren nationalistischen Blickwinkeln unterschiedlich.
In enger Verbindung mit dem Manas-Epos steht das Kökötoy-Epos. Es handelt von den Vorbereitungen Bok-muruns, Lämmer für ein Riesenfest zu organisieren und mit den noch schwachen jungen Tieren eine große Reiseroute zurückzulegen.
In der Türkei wurde das turksprachige Epos auf das Türkeitürkische angepasst und wird an allen Schulen gelehrt. In der Zeit seit der Gründung der Republik wurde immer wieder auf Elemente des Epos zurückgegriffen. Bereits vorher während des Osmanischen Reichs hatte das Manas-Epos einen Einfluss auf die Literatur. So gibt es Parallelen zum Oğuz-Kağan-Epos (ebenfalls von Wilhelm Radloff 1891 mit dem Kutadgu Billig zusammen niedergeschrieben), Dede Korkut und Köroğlu. Oft sind die Figuren und/oder bestimmte Handlungen sehr ähnlich.

## Inhalt des Werks
Die zentrale Figur des figurenreichen Epos ist Manas, ein Batyr (Tatarisch/Kirgisisch/Kasachisch für Held, (Türkei-)türkisch: Batur), der sich durch Großtaten bei der Schaffung eines vereinigten Staats der Kirgisen auszeichnete. Vierzig tapfere Ritter standen unter seiner Führung. Bereits mit neun Jahren beschützte Manas sein Volk vor kalmückischen Invasoren und bezwang Alooke, den Khan der Kara-Kitais. Almambet, der Prinz der Kara-Kitais, verließ seinen Herrscher Er Kökchö, bekehrte sich zum Islam, folgte Manas und wurde sein General. Manas’ militärische Siege führten dazu, dass er die über Zentralasien verstreuten Kirgisen vereinigen konnte und zum Khan gewählt wurde. Manas heiratete Prinzessin Kanikej, blieb 42 Jahre lang Khan und betrieb weitere Feldzüge gegen die Nachbarvölker, die die Kirgisen überfallen hatten, bis er durch einen Hinterhalt ums Leben kam. Nach dem Tod des Manas wurde sein Cousin, der weise General Bakaj, zum Lehrer von Semetej, Manas’ Sohn. Das Epos erzählt von immer neuen Kriegen, Angriffen und Gegenangriffen zur Eroberung von neuem Weideland und Vieh.

## Gedenkstätte
Der Held Manas soll in den Ala-Too-Bergen in der Region Talas im Nordwesten von Kirgisistan geboren sein. Ein Mausoleum einige Kilometer östlich der Stadt Talas soll seine sterblichen Reste bergen und ist eine beliebte Ausflugs- und Feststätte, wo seit 1995 im Sommer eindrucksvolle kirgisische Reiterspiele aufgeführt werden. Allerdings heißt es in einer Fassadenbeschriftung, dass das Mausoleum „der ruhmreichsten der Frauen, Kenizek-Khatun, der Tochter des Emirs Abuka“ gewidmet sei. Der Legende zufolge soll Kanikey, die Witwe des Manas, diese Inschrift angeordnet haben, um die Feinde ihres Mannes irrezuführen und eine Grabschändung zu verhindern. Das Gebäude, bekannt als „Manastin Khumbuzu“ oder „Der Ghumbez des Manas“, wurde vermutlich 1334 errichtet. In der Nähe steht ein Museum, das Manas und seiner Legende gewidmet ist.

## Literatur

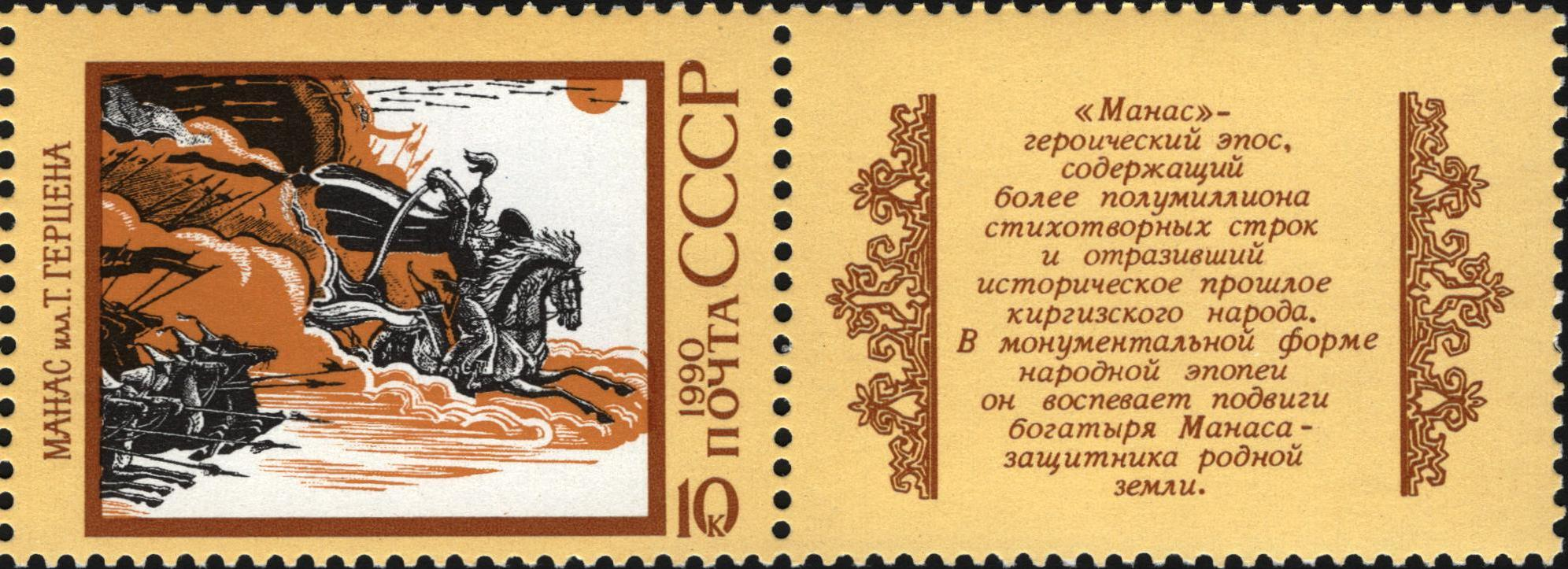
Manas-Epos auf einer sowjetischen Briefmarke (1990)

## Diskografie
- Heroic Songs of Manas. Vorgetragen von Sajakbai Karalajew (1894–1971), aufgenommen 1969. Ethnic Series PAN 2054, CD produziert 2007

## Trivia
Nach dem Epos ist der Asteroid (3349) Manas benannt.